# قلعة إسماعيل أقا
قلعة إسماعيل‌ أقا هي قرية في مقاطعة أرومية، إيران. عدد سكان هذه القرية هو 897 في سنة 2006.